# Mohamed Temmam
Mohamed Temmam ou Mohamed Temam (23 février 1915, Alger - 15 juillet 1988, Alger) est l’un des rares artistes plasticiens d’Algérie à avoir maîtrisé aussi bien les modes d’expression traditionnels, notamment la miniature et l’enluminure, que la peinture de chevalet qu’il pratiquait en tant que portraitiste ou paysagiste. Il fut également un très bon violoniste.

## Biographie
Mohamed Temmam naît dans la Casbah d'Alger. Dès l’âge de treize ans, alors qu’il poursuit sa scolarité à Alger, il entre en 1928 à l’École d’art de la rue des Consuls où il suit des cours de céramique. Il fréquente de 1931 à 1936  la section des « arts indigènes » de l'École des beaux-arts d'Alger où il est l'élève de Léon Cauvy et de Louis Ferdinand Antoni, s'initiant  à l'enluminure auprès de Mohammed et Omar Racim  puis, ayant obtenu une bourse, I’École nationale supérieure des arts décoratifs de Paris de 1936 à 1939 où il est l'élève de Roland Oudot.
Il passe dans cette ville et en Europe près de trente années. Durant cette période il orne à la Manufacture de Sèvres les pièces  des services officiels et fait en 1937 la rencontre de la chanteuse Bahia Farah, née en 1917, qui deviendra sa compagne jusqu’à la mort de celle-ci en 1984. En 1937, il présente lors d'un passage à Alger sa première exposition.   
Durant son long séjour parisien il écoute régulièrement les orchestres maghrébins dans lesquels il joue aussi souvent. À ces belles années succède une période noire. La deuxième guerre mondiale éclate et il est prisonnier de 1939 à 1943.  À sa libération, comme pour rattraper le temps perdu, il se manifeste à travers de nombreuses expositions.
En 1963, l’indépendance recouvrée, il rentre définitivement en Algérie. Nommé conservateur du musée national des antiquités et des arts islamiques à Alger dont une salle lui est aujourd'hui dédiée, il assurera cette fonction jusqu’à sa mort. Il participe en 1964 à l'exposition des « Peintres algériens  » présentée au Musée des arts décoratifs de Paris et est membre fondateur de l'UNAP. En parallèle, il enseigne à l’École des beaux-arts d'Alger et continue à produire miniatures, enluminures, calligraphies, et peintures, créant également les maquettes de quelque 70 timbres et de billets de banque.
En 2002 deux timbres sont émis par les Postes algériennes reproduisant l'une de ses miniatures et son portrait. En 2007 une exposition de 80 de ses œuvres, sous le titre Le message du ramier, est présentée au Musée des beaux-arts d'Alger.

## Musées
- Alger :
  - Musée national des beaux-arts d'Alger : Nature morte à la chandelle (1936), Pont Saint-Louis (1936), Bord de rivière (1938), L'Homme en bleu (1968)
  - Musée national des antiquités et des arts islamiques
  - Musée national de l'enluminure, de la miniature et de la calligraphie d'Alger